# 寇洛
寇 洛（こう らく、487年 - 539年）は、中国の西魏の軍人。本貫は上谷郡昌平県。

## 経歴
寇延寿と宋氏のあいだの子として武川鎮に生まれた。北魏の末年に六鎮の乱が起こると、郷里の人々を率いて并州・肆州に避難した。爾朱栄の下で乱の討伐にあたった。賀抜岳に従って関中に入り、赤水蜀を撃破し、功績により中堅将軍・屯騎校尉・別将に任ぜられ、臨邑県男に封ぜられた。賀抜岳の下で戦って尉遅菩薩を渭水で捕らえ、侯伏侯元進を百里細川で破り、万俟醜奴を長坑で捕らえた。龍驤将軍・都督を加えられ、安郷県子に進み、征北将軍・衛将軍に累進した。平涼で右都督となった。
534年、侯莫陳悦が賀抜岳を殺害すると、寇洛は復讐を決意して将士を糾合し、侯莫陳悦に叛いた。原州に到着すると、人々が寇洛を盟主に推したが、寇洛は自らが非才であるとして固辞し、趙貴らとともに宇文泰を迎えた。寇洛は武衛将軍に任ぜられ、宇文泰が平涼に到着すると、右大都督となった。侯莫陳悦に対する討伐に従って、平定されると、涇州刺史に任ぜられた。孝武帝が長安に入ると、臨邑県伯に封ぜられた。まもなく驃騎大将軍・儀同三司となり、爵位は公に進んだ。
535年、西魏の文帝が即位すると、寇洛は開府を加えられ、京兆郡公に進んだ。寇洛の母の宋氏が襄城郡君に封ぜられた。また領軍将軍に転じた。537年、華州刺史として出向し、侍中を加えられた。独孤信とともに洛陽を奪回するために、弘農に駐屯した。538年、宇文泰の下で河橋で東魏と戦い、帰還すると東雍州に駐屯した。539年、53歳で死去した。使持節・侍中・都督雍華豳涇原三秦二岐十州諸軍事・太尉・尚書令・驃騎大将軍・雍州刺史の位を追贈され、諡を武といった。
子の寇和が後を嗣いだ。寇和は松陽郡公に改封され、開府儀同三司・賓部中大夫まで上った。

## 伝記資料
- 『周書』巻15 列伝第7
- 『北史』巻59 列伝第47